# Marfiwka (Krym)
Marfiwka (ukr. Марфівка, ros. Марфовка, Marfowka) – wieś na Ukrainie, w Autonomicznej Republice Krymu (de iure stanowiącej integralną część państwa ukraińskiego, w 2014 anektowanej przez Rosję i odtąd funkcjonującej jako Republika Krymu), w rejonie lenińskim. W 2001 liczyła 1235 mieszkańców, wśród których 102 wskazało jako ojczysty język ukraiński, 907 rosyjski, 208 krymskotatarski, 7 mołdawski, 2 białoruski, 3 ormiański, 1 gagauski, a 5 inny. Według spisu ludności przeprowadzonego przez okupacyjne władze rosyjskie populacja wsi w 2014 wynosiła 713 osób.